# Корона мечів
Корона мечів (англ. A Crown of Swords) — сьомий роман з циклу «Колесо часу» (англ. The Wheel of Time) американського письменника Роберта Джордана в жанрі епічного фентезі. Роман опублікувало видавництво Tor Books, він побачив світ 15 травня 1996 року. Роман складається з пролога та 41 глави.

## Стислий зміст
У романі три сюжетні лінії.
Перша сюжетна лінія відслідковує Ранда аль-Тора: придушення повстання вельмож Кайрієну, поранення від руки Падана Фейна, підготовку до захоплення Ілліану, де владу узурпував проклятий Саммаел. Ранд перемагає Саммаела в Шадар Логоті, загнавши його в Машадар. Так Ранд здобуває корону Ілліану, яка раніше називалася короною лаврів, а тепер — короною мечів.
Друга лінія стосується подій у таборі повсталих айз-седай у Салідарі. Егвейн аль-Вір, яку обрали амірлін-сіт, сподіваючись, що нею буде легко маніпулювати, поступово з допомогою Сюань Санче набирає силу.
Третя лінія описує події в місті Ебу-Дар, де Найнів, Елейн, Ав'єнда і Мет намагаються відшукати тер'ангреал Чашу вітрів, щоб здолати спеку, яку насилає на світ Темний. За допомогою Родини та народу моря їм удається знайти Чашу. Починається інтервенція шончан, і їм доводиться покинути місто. Але Мет застряг у ньому через контузію.